# Spontaneous Music Ensemble

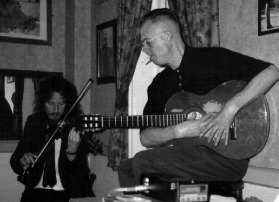
Improvision par des musiciens

Créé en 1966, le Spontaneous Music Ensemble était un groupe musical britannique pratiquant l'improvisation. Autour du batteur et trompettiste John Stevens (en) et du saxophoniste Trevor Watts sa composition était variable, allant de ce duo à des formations d'une douzaine de musiciens. Le saxophoniste Evan Parker a fait remarquer qu'au sein de l'ensemble John Stevens appliquait deux principes :
- si tu ne peux entendre l'un des autres musiciens, c'est que tu joues trop fort,
- si la musique que tu joues n'a pas de rapport avec celle des autres, à quoi bon jouer en groupe ?

## Histoire
On peut grosso modo diviser l'histoire du Spontaneous Music Ensemble en deux parties :
- à l'origine, des ensembles mettant les cuivres en valeur, typiquement Trevor Watts, avec le saxophoniste Evan Parker et le trompettiste Kenny Wheeler,
- plus tard, ce seront les instruments à cordes qui seront au premier plan, avec notamment le guitariste Roger Smith et le violoniste Nigel Coombes (de) que rejoignait parfois le violoncelliste Colin Wood (en).

Le groupe est resté actif jusqu'au décès de son fondateur John Stevens en 1994.

### Musiciens
Outre ses deux fondateurs, John Stevens (en) et Trevor Watts, l'ensemble accueillit :
- Evan Parker, saxophone
- Kenny Wheeler, trompette
- Roger Smith
- Nigel Coombes (de), violon
- Colin Wood (en), violoncelle
- Derek Bailey
- Paul Rutherford
- Maggie Nicols
- Dave Holland
- Barry Guy
- Peter Kowald
- Kent Carter
- John Butcher

## Discographie
- Challenge (1966, Eyemark Records ; ré-édité par Emanem Records) Kenny Wheeler, Paul Rutherford, Trevor Watts, Bruce Cale, Jeff Clyne, John Stevens, sans compter Evan Parker & Chris Cambridge sur un morceau
- Karyobin (1968, Island Records; ré-édité en 1993 par Chronoscope) John Stevens, Evan Parker, Kenny Wheeler, Derek Bailey & Dave Holland
- Frameworks (1968/1971/1973, Emanem Records) John Stevens, Norma Winstone, Trevor Watts, Kenny Wheeler, Paul Rutherford, Julie Tippetts & Ron Herman
- John Stevens/Spontaneous Music Ensemble (1969, Marmalade Records) John Stevens, Kenny Wheeler, Derek Bailey, Trevor Watts, Peter Lemer, Johnny Dyani, Maggie Nichols, Carolann Nichols, Pepi Lemer
- The Source - From and Towards (1971, Tangent Records) un enregistrement du 18 novembre 1970 avec Trevor Watts , Ray Warleigh, Brian Smith, Kenny Wheeler, Bob Norden, Chris Pyne, Mike Pyne, Ron Mathewson, Marcio Mattos & John Stevens
- So What Do You Think? (1971, Tangent Records) John Stevens, Trevor Watts, Kenny Wheeler, Derek Bailey & Dave Holland
- Birds of a Feather (1971, BYG Records) John Stevens, Trevor Watts, Ron Herman & Julie Tippetts
- Bobby Bradford, John Stevens and the Spontaneous Music Ensemble Live Vols. 1 & 2 (1971, Nessa Records)
- 1.2. Albert Ayler (1971, Affinity) John Stevens, Trevor Watts, Ron Herman & Julie Tippetts
- Face to Face (1973, Emanem Records) John Stevens & Trevor Watts
- Quintessence (1973–74, Emanem Records) John Stevens, Trevor Watts, Evan Parker, Derek Bailey & Kent Carter
- Biosystem (1977, Incus Records ; ré-édition augmentée, 2006, Psi Records) John Stevens, Nigel Coombes, Roger Smith & Colin Wood
- Hot and Cold Heroes (1980/91, Emanem Records) John Stevens, Nigel Coombes & Roger Smith
- A New Distance (1994, Acta ; ré-édition augmentée en 2005 par Emanem Records, comprenant des enregistrements de 1993) John Stevens, John Butcher & Roger Smith